# Uwe Scheidemann
Uwe Scheidemann (* 6. Januar 1965) ist ein deutscher Basketballtrainer.

## Biografie
Scheidemann übernahm 1989 die erste Damenmannschaft des VfL 1860 Marburg, nachdem der Verein 1985 und 1988 unter Trainer Hans Brauer erst aus der 1. Bundesliga und dann aus der 2. Bundesliga in die Regionalliga-Mitte abgestiegen und ein direkter Wiederaufstieg unter dem neuen Trainer Mark Brehmer in die zweite Liga nicht gelungen war. Ein Großteil seines neuen Teams bestand aus Jugendspielerinnen, die er bereits seit der C-Jugend trainierte. So gelang es ihm, die Abwärtsentwicklung der Mannschaft aufzuhalten. In Scheidemanns zweiter Saison als Marburger Trainer gelang 1991 der Wiederaufstieg in die 2. Bundesliga und ein Jahr später (1992) der direkte Durchmarsch in die 1. Damen-Basketball-Bundesliga.
1993 erreichte Marburg im deutschen Pokalwettbewerb unter seiner Leitung das Finale, unterlag dort aber in zwei Endspielen dem damaligen Serienmeister und -pokalsieger Barmer TV 1846 Wuppertal. Nachdem sich der  Vorstand des VfL 1860 Marburg bereits 1995 gegen ein weiteres Engagement im Leistungssport ausgesprochen hatte, gründeten Scheidemann und die Spielerinnen seines Bundesligateams im Sommer 1996 den Basketball-Club Marburg e.V. (BC Marburg), der dann ab der Saison 1997/98 als BC uniVersa Marburg am Spielbetrieb teilnahm. 1998, 1999 und 2001 wurde Scheidemann mit dem BC jeweils Dritter der Deutschen Meisterschaft, gewann darüber hinaus 2001 Bronze im Pokal. Er hielt die Mannschaft über sieben Jahre (1997–2003) in der deutschen Spitze. In dieser Zeit stand er mit dem BC immer im Halbfinale um die Deutsche Meisterschaft und führte sie in der Saison 2002/03 zum Gewinn der Deutschen Meisterschaft und des DBBL-Pokals. Für diese Erfolge wurde der Inhaber der A-Trainerlizenz von der Liga als DBBL-Trainer des Jahres 2003 ausgezeichnet. Aufgrund unterschiedlicher Ansichten über finanzielle Dinge zwischen dem Verein und dem sowohl als Trainer als auch als Manager fungierenden Scheidemann kam es 2004 zur Trennung.
Insgesamt betreute Scheidemann zwischen 1992 und 2004 seine Erstliga-Teams in 345 Pflichtspielen (VfL und BC) und steht damit aktuell (nach Ende der Saison 2023/24) noch immer an Position eins vor Patrick Unger (258 Spiele) und Aleksandra Heuser, geb. Kojic (216 Spiele)
Zur Saison 2014/15 trat er nach zehnjähriger Pause wieder ein Traineramt an und übernahm nach Ende der Hinrunde den Posten des Cheftrainers bei den Damen des bis dahin sieglosen Regionalligisten TSV Krofdorf-Gleiberg (Krofdorf Knights). Durch acht Siege in den letzten acht Saisonspielen gelang als Tabellenachter der Klassenerhalt. In der Saison 2015/16 gewannen die Krofdorf Knights unter Scheidemanns Leitung den Meistertitel in der Regionalliga Südwest-Nord und stiegen in die 2. Bundesliga auf. In vier Jahren in der 2. Damen-Basketball-Bundesliga (2. DBBL) belegte Scheidemann mit Krofdorf Tabellenplätze zwischen 4 und 6. Da der Hauptverein TSV Krofdorf-Gleiberg kein weiteres Interesse an einem Bundesliga-Spielbetrieb hatte, beendete Scheidemann nach dem Ende der Saison 2019/20 sein Engagement und die Mannschaft stellte den Spielbetrieb ein.